# فرچه‌پایان آمریکایی
فرچه‌پایان آمریکایی سرده‌ای از تیره فرچه‌پایان هستند که در تبار فرچه‌پایان کوینی و زیرخانواده فرچه‌پایان نیمفالینا قرار دارند. این سرده در مکزیک و آمریکای جنوبی پراکنده هستند. پروانه گورخری و پروانه زیبای نو در این سرده قرار دارند.

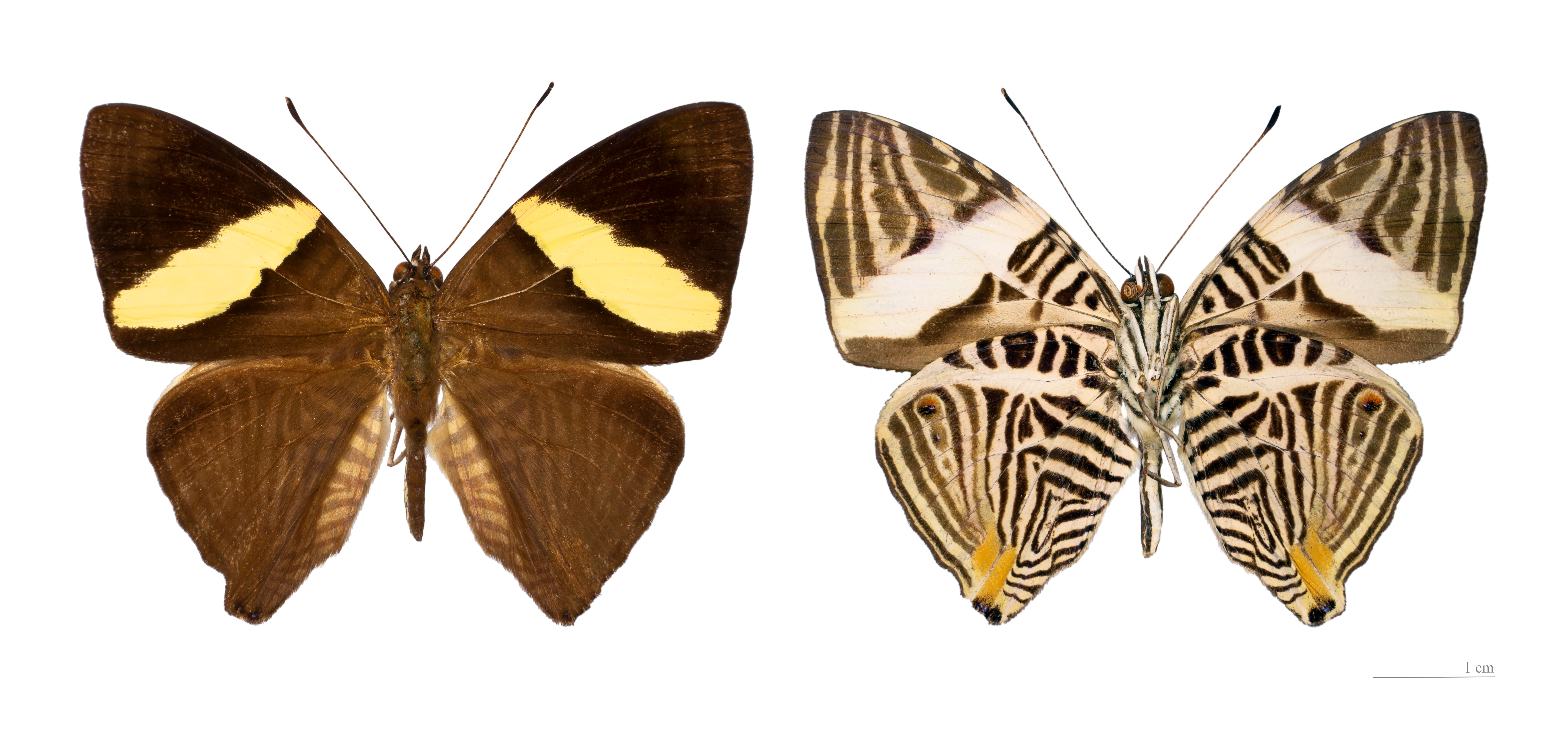
پروانه گورخری